# شهرستان دندر
شهرستان دندر (به عربی: محلیة الدندر) یک منطقهٔ مسکونی در سودان است که در سنار واقع شده‌است.